# Baskervilski pas (2002.)
Baskervilski pas je BBC-ov film o Sherlocku Holmesu iz 2002.

## Radnja
Ova ekranizacija jednog od najpoznatijih romana Sir Arthura Conana Doylea, stavlja Sherlocka Holmesa u istraživanje legende o obitelji Baskerville. Sherlock i njegov vjerni prijatelj dr. Watson, suočavaju se u ovom trileru sa zvijeri iz Dartmoora. Nakon što od Holmesa bude zatražena pomoć u osiguravanju nasljednika Sir Charlesa Baskervillea, detektiv šalje svog prijatelja Watsona da istraži slučaj i pripazi na mladog Sir Henryja, jedinog nasljednika obitelji Baskerville. Kada dođu u dvorac Baskerville, legenda o ogromnom psu koji napada po pustopoljini oživjet će...